# 歐文齒龍屬
歐文齒龍屬（屬名：Owenodon）是禽龍類恐龍的一屬，化石發現於英格蘭多塞特郡的一處石灰岩層，年代屬於白堊紀早期（貝里亞階），約1億4300萬年前。
正模標本（編號NHM R2998）是一個部分齒骨。在1874年，英國古生物學家理查·歐文（Richard Owen）將這個化石歸類於禽龍的一種，霍格氏禽龍（I. hoggii）。在1975年，這個化石在清理週圍岩塊的時候，遭到損毀。在2002年，大衛·諾曼（David Norman）與保羅·巴雷特（Paul Barrett）將這個種重新歸類於彎龍，成為霍格氏彎龍（C. hoggii），但遭到許多質疑、反對。在2009年，彼得·加爾東（Peter Galton）將這個種建立為新屬，歐文齒龍（Owenodon）。加爾東將歐文齒龍歸類於禽龍超科，比禽龍原始。